# Phyllomacromia girardi
Phyllomacromia girardi là loài chuồn chuồn trong họ Macromiidae. Loài này được Legrand mô tả khoa học đầu tiên năm 1991.